# Hubert Charuel
Pour les articles homonymes, voir Charuel.
Hubert Charuel est un réalisateur français né à Vitry-le-François le 31 mai 1985.
En 2018, il a reçu le César du meilleur premier film pour Petit Paysan.

## Biographie
Fils d'un couple d'agriculteurs de Droyes, dans le département de la Haute-Marne, Hubert Charuel a travaillé dans le secteur de l'élevage laitier avant de s'orienter vers des études de cinéma. 
Après un Master de cinéma à L'IECA de Nancy, il sort diplômé de la Fémis (département « Production ») en 2011. Son film de fin d'études, Diagonale du vide, est sélectionné dans plusieurs festivals, notamment celui de Clermont-Ferrand. Son second court métrage, K-nada, également sélectionné à Clermont-Ferrand, est primé au Festival Premiers Plans d'Angers en 2015.
Son premier long métrage de fiction, Petit Paysan, dont le tournage a lieu d'août à octobre 2016, sort le 30 août 2017, avec Swann Arlaud dans le rôle-titre et Sara Giraudeau dans celui de sa sœur vétérinaire. Lors de la cérémonie des Césars de 2018, le film reçoit le César du meilleur premier film, Swann Arlaud est récompensé par le César du meilleur acteur et Sara Giraudeau par le César de la meilleure actrice dans un second rôle.

## Filmographie

### Courts et moyen métrages
- 2011 : Diagonale du vide
- 2015 : K-nada[4]
- 2016 : Fox-Terrier
- 2019 : Les vaches n'auront plus de nom

### Longs métrages
- 2017 : Petit Paysan
- 2025 : Météors

## Distinctions

### Récompenses
- 2015 : Lauréat de l'aide à la création sur scénario de la Fondation Gan pour le cinéma[5]
- 2015 : Lauréat de la Bourse d’aide à l’écriture de la Fondation Beaumarchais
- 2015 : Prix CCAS du meilleur film français au Festival Premiers Plans d'Angers pour K-nada
- 2016 : Prix du meilleur scénario de long métrage au Festival Premiers Plans d'Angers pour Bloody Milk, titre de travail de Petit Paysan
- 2017 : Valois de diamant du meilleur film du Festival du film francophone d'Angoulême pour Petit Paysan
- 2017 : Prix du Jury Junior et Prix BeTV au Festival international du film francophone de Namur pour Petit Paysan
- 2018 : César du meilleur premier film pour Petit Paysan
- 2018 : Prix Jean-Renoir des lycéens pour Petit Paysan

### Nominations
- 2018 : nomination au César du meilleur film pour Petit Paysan
- 2018 : nomination au César du meilleur scénario original (avec Claude Le Pape) pour Petit Paysan
- 2018 : nomination au César du meilleur réalisateur pour Petit Paysan